# IDG Technology Airlines
IDG Technology Airlines byla česká dovolenková charterová letecká společnost se základnou na Ruzyňském letišti v Praze, vznikla 1. června 1997.
Jediný letoun ve flotile IDG byl Iljušin Il-62 imatrikulace OK-JBI převzatý po zaniklé letecké společnosti Georgia Air Prague. První linka byl charterový let pro ČSA z Prahy do Dubaje, 8. června 1997, poslední let se konal 2. října z Prahy do Soluně. Společnost létala také například na Palma de Mallorcu nebo Tenerife. Po skončení letní sezóny byl 4. listopadu 1997 letoun předán ruskému majiteli a přeletěl na Moskevské letiště Vnukovo. V říjnu téhož roku společnost plánovala pronájem letounu Boeing 737-300 od společnosti Germania, ten se ale neuskutečnil. V květnu 1998 společnost ukončila veškerou činnost.